# Schlepphebel

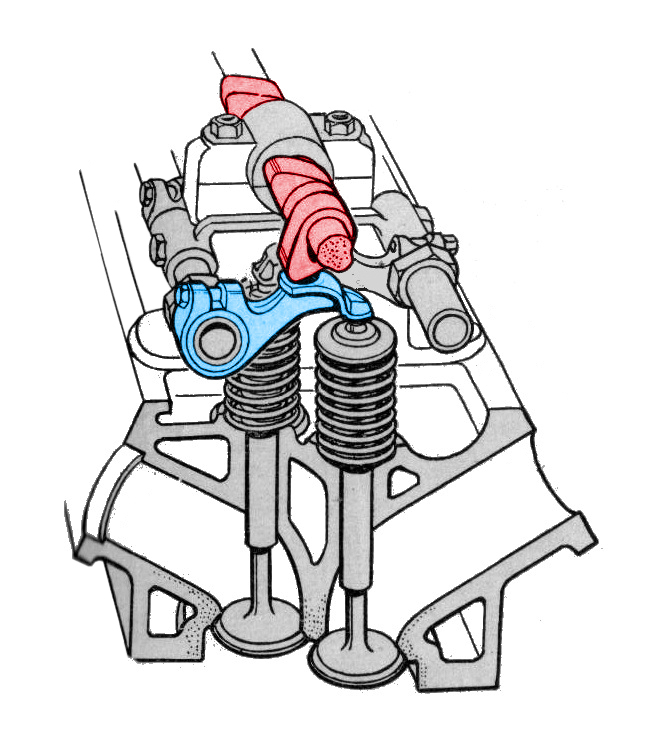
Ventilsteuerung über Nockenwelle (rot) und Schlepphebel (blau)

Ein Schlepphebel (auch Schwinghebel) ist ein in Verbrennungsmotoren zur Ventilsteuerung 
eingesetzter Hebel. Er überträgt die Kurvenbewegungen eines Nockens von der Nockenwelle auf die Ein- bzw. Auslass-Ventile.
Der Schlepphebel ist ein einseitiger Hebel. Er ist an einer Seite drehend gelagert, am anderen Ende liegt er auf dem Ventil auf. Im Gegensatz zur Anordnung beim Kipphebel liegt die Nockenwelle oberhalb des Schlepphebels. Die Nockenwelle betätigt ohne Zwischenglieder den Schlepphebel von oben.
Auch Varianten mit kugelgelagertem Rollenabgriff sind üblich. Bei einem Rollenschlepphebel ist im Eingriffsbereich der Nockenwelle eine gelagerte Rolle vorhanden. Diese Rolle verringert die Reibung im Ventiltrieb um rund 30 %.
Typischerweise drückt die Ventilfeder den Schlepphebel in seine Ausgangslage zurück, sobald sich die Nockenwelle weitergedreht hat. Einige Konstruktionen weisen eine separate Rückstellfeder auf, um den Schlepphebel in seine Ausgangslage zurückzustellen.
Die auf den Schlepphebel wirkenden Kräfte fallen im Vergleich zum Kipphebelantrieb geringer aus. Ein weiterer Vorteil ist die einfache Realisierung eines Ventilspielausgleichs. Zum Ausgleich des Ventilspiels wird der Drehpunkt vertikal verstellt. Die Ausgleichselemente zählen hier nicht zu den bewegten Massen, der Schlepphebel stützt sich nur darauf ab.
Schlepphebel werden in der Regel aus Blech oder aus Stahlguss hergestellt.